# Gran Hermano Dúo
Gran Hermano Dúo (conocido también simplemente como GH Dúo) es un programa de televisión del género reality show producido por Zeppelin TV para su emisión en Telecinco.
Durante varias semanas distintas parejas y tríos formados por concursantes famosos conviven en la casa de Guadalix de la Sierra mientras intentan superar las expulsiones que la audiencia decide periódicamente y así conseguir el premio final, con un único e individual ganador/a.

## Formato
Un grupo constituido por parejas o tríos de concursantes famosos convive en una casa en la que sus miembros son grabados por cámaras y micrófonos durante las 24 horas del día. Dichos dúos/tríos tienen o tuvieron una historia de amor o tienen cuentas pendientes que resolver. Por todo ello, a diferencia de Gran Hermano y Gran Hermano VIP, este formato cuenta con elementos y estancias que permiten a los concursantes disfrutar de momentos en pareja. Del mismo modo, el programa dispone de una sala que sirve para que los concursantes que tengan algún conflicto lo solucionen y de otra para recibir visitas del exterior.
Asimismo, los habitantes de la casa tienen totalmente prohibido cualquier tipo de contacto con el exterior, y solo pueden recibir ayuda psicológica si ellos así lo desean. La duración del programa es de 3 meses, aproximadamente.
Como obligación, los concursantes tienen diferentes tareas para mantener la casa limpia, y deben superar las pruebas semanales propuestas por la organización para obtener dinero para poder hacer la compra de comida semanal. Los concursantes reciben un presupuesto semanal para adquirir comida y otros productos, que varía según las realicen. Igualmente, llevan a cabo pruebas cada semana que sirven para establecer los jefes de la casa, quienes disfrutan de algunos privilegios como la inmunidad, el intercambio de nominados o la estancia en la suite.
Cada semana hay nominaciones, en las que los dúos/tríos de concursantes dan los nombres de las dos parejas/tríos que quieren ver fuera de la casa. Finalmente, los dúos/tríos que obtienen la mayor puntuación son los nominados, aunque los miembros de cada pareja/trío nominado se exponen de manera individual a la expulsión. Tras una semana de espera, se les comunica la decisión de la audiencia, que ha estado votando para decidir quién debe ser expulsado. En ese mismo instante, el concursante elegido debe abandonar la casa y dirigirse a plató para someterse a una entrevista sobre su concurso. Cabe destacar que cuando las parejas de dos concursantes son expulsadas, dichos concursantes —los que permanecen en la casa— forman un nuevo dúo. Esta mecánica se mantiene aproximadamente hasta la mitad del concurso, cuando llega un momento en el que las parejas son disueltas y los habitantes de la casa empiezan a concursar de manera individual. El último participante que permanezca en la casa será el ganador de una sustancial suma de dinero.

## Equipo

### Presentadores
| Temporada          | Año  | Galas                | Límites              | Debates        | Última hora    |
| ------------------ | ---- | -------------------- | -------------------- | -------------- | -------------- |
| Gran Hermano Dúo 1 | 2019 | Jorge Javier Vázquez | Jorge Javier Vázquez | Jordi González | Jordi González |
| Gran Hermano Dúo 2 | 2024 | Marta Flich          | Ion Aramendi         | Ion Aramendi   |                |
| Gran Hermano Dúo 3 | 2025 | Carlos Sobera        | Ion Aramendi         | Ion Aramendi   | Ion Aramendi   |

### Colaboradores
| Anabel Pantoja          | Colaboradora de TV e influencer             |  |  |  |  |  |
| Miguel Frigenti         | Periodista                                  |  |  |  |  |  |
| Nagore Robles           | Concursante de Gran Hermano 11              |  |  |  |  |  |
| Marta López             | Concursante de Gran Hermano 2               |  |  |  |  |  |
| Miriam Saavedra         | Ganadora de GH VIP 6                        |  |  |  |  |  |
| Belén Esteban           | Personalidad televisiva                     |  |  |  |  |  |
| Laura Matamoros         | Colaboradora de TV e influencer             |  |  |  |  |  |
| Ares Teixidó            | Reportera y presentadora de TV              |  |  |  |  |  |
| José Labrador           | Participante de Gandía Shore                |  |  |  |  |  |
| Abraham García          | Participante de Gandía Shore                |  |  |  |  |  |
| Tony Spina              | Tronista de MyHyV                           |  |  |  |  |  |
| Makoke Giaever          | Colaboradora de TV                          |  |  |  |  |  |
| Aurah Ruiz              | Tronista de MyHyV                           |  |  |  |  |  |
| Albert Infante          | Participante de Got Talent                  |  |  |  |  |  |
| Alexia Rivas            | Periodista                                  |  |  |  |  |  |
| Frank Blanco            | Presentador de TV                           |  |  |  |  |  |
| Kiko Jiménez            | Tronista de MyHyV                           |  |  |  |  |  |
| Marta Peñate            | Concursante de Gran Hermano 16              |  |  |  |  |  |
| Belén Rodríguez         | Periodista                                  |  |  |  |  |  |
| Laura Bozzo             | Presentadora de TV                          |  |  |  |  |  |
| Carmen Alcayde          | Periodista y presentadora de TV             |  |  |  |  |  |
| Naomi Asensi            | Participante de LIDLT 6                     |  |  |  |  |  |
| María Jesús Ruiz Garzón | Modelo, Miss España 2004                    |  |  |  |  |  |
| Luis Rollán             | Actor y colaborador de TV                   |  |  |  |  |  |
| Adara Molinero          | Concursante de Gran Hermano 17              |  |  |  |  |  |
| Carmen Borrego          | Directora y colaboradora de TV              |  |  |  |  |  |
| Pao Ramírez "Keroseno"  | Periodista y concursante de El conquistador |  |  |  |  |  |

## Gran Hermano Dúo 1(2019)
- 8 de enero de 2019 - 11 de abril de 2019 (93 días)

Después de las exitosas ediciones de Supervivientes 2018 y Gran Hermano VIP 6, y debido también a la suspensión por tiempo indefinido de una hipotética decimonovena temporada de Gran Hermano, Mediaset España decidió ocupar su espacio reservado para los realities del primer trimestre de 2019 con Gran Hermano Dúo. Este programa seguiría una mecánica similar a la de Gran Hermano VIP, aunque en este caso los concursantes participarían por parejas o tríos, ya que contaría con parejas sentimentales y exparejas que tendrían que concursar juntos, y realizarían pruebas relacionadas con estas.
Asimismo, el formato quiso contar con el presentador habitual de los realities de Telecinco, Jorge Javier Vázquez, como conductor de las galas de Gran Hermano Dúo y sus Límite 48 horas (que posteriormente pasaron a llamarse Límite 24 horas tras cambiar la emisión del programa a los miércoles). Para los debates y las conexiones de última hora, la cadena y la productora confiaron en Jordi González, presentador habitual de los debates de Gran Hermano y de tres ediciones de Gran Hermano VIP. Sin embargo, tras la undécima gala, Jorge Javier fue hospitalizado por un problema de salud, lo que le obligó a cancelar sus compromisos profesionales. Tras su ingreso, el presentador fue operado al haberle sido detectado un aneurisma congénito que había desembocado en una pequeña hemorragia, además de sufrir un ictus, hecho que le impidió conducir sus programas de televisión durante varias semanas al tener que guardar reposo, de tal forma que fue sustituido en Gran Hermano Dúo por Jordi González.
En cuanto a los concursantes, durante la final de la sexta edición de Gran Hermano VIP, Telecinco confirmó la llegada del formato con la visita de Irene Rosales y Kiko Rivera a la casa, quienes se convertirían en la primera pareja de concursantes oficiales de GH Dúo. El 26 de diciembre de 2018, durante la emisión de El programa de Ana Rosa, se confirmó la participación de Antonio Tejado y Candela Acevedo. Dos días después, Sálvame anunció a Ylenia Padilla como concursante, dejando en el aire la identidad de su pareja hasta el inicio de la edición. Ya en 2019, Ya es mediodía confirmó el 2 de enero a Sofía Suescun y Alejandro Albalá, mientras que Yurena fue anunciada en Sálvame el día 4 sin desvelar la identidad de su pareja de concurso. El resto de concursantes, incluidos los acompañantes de Ylenia y Yurena, fueron revelados durante la gala de estreno la edición.

### Concursantes
|                      |                  | Procedencia | Edad                                  | Conocido por ser...                         | Dúo / trío inicial con...                     | Duración                | Información    |
| -------------------- | ---------------- | ----------- | ------------------------------------- | ------------------------------------------- | --------------------------------------------- | ----------------------- | -------------- |
|                      | María Jesús Ruiz | Jaén        | 35 años                               | Modelo, Miss España 2004                    | Julio (expareja) y Carolina (amante de Julio) | 93 días                 | Ganadora (52%) |
| Kiko Rivera          | Sevilla          | 35 años     | DJ, hijo de Isabel Pantoja y Paquirri | Irene (esposa)                              | 93 días                                       | 2.º finalista (48%)     |                |
| Alejandro Albalá     | Cantabria        | 24 años     | Exmarido de Isa Pantoja               | Sofía (expareja)                            | 92 días                                       | 3.er finalista          |                |
| Juan Miguel Martínez | Castellón        | 62 años     | Exmarido de Karina                    | Yurena (exaffaire)                          | 92 días                                       | 4.º finalista           |                |
| Irene Rosales        | Sevilla          | 27 años     | Mujer de Kiko Rivera                  | Kiko (esposo)                               | 86 días                                       | 5.ª finalista           |                |
| Sofía Suescun        | Navarra          | 22 años     | Ganadora de Gran Hermano 16           | Alejandro (expareja)                        | 62 días                                       | 4.ª / 11.ª expulsión    |                |
| Carolina Sobe        | Madrid           | 46 años     | Concursante de Gran Hermano 11        | Julio (amante) y Mª Jesús (ex de Julio)     | 72 días                                       | 10.ª expulsión          |                |
| Antonio Tejado       | Sevilla          | 32 años     | Sobrino de María del Monte            | Candela (novia)                             | 65 días                                       | 9.ª expulsión           |                |
| Ylenia Padilla       | Alicante         | 30 años     | Participante de Gandía Shore          | Fede (expareja) y Raquel (expareja de Fede) | 58 días                                       | 8.ª expulsión           |                |
| Raquel Lozano        | Cáceres          | 32 años     | Concursante de Gran Hermano 16        | Fede (expareja) e Ylenia (expareja de Fede) | 51 días                                       | 7.ª expulsión           |                |
| Yolanda Sáez         | Valladolid       | 48 años     | Pareja de Fortu Sánchez               | Fortu (novio)                               | 44 días                                       | 6.ª expulsión           |                |
| Fortu Sánchez        | Burgos           | 64 años     | Vocalista de Obús                     | Yoli (novia)                                | 37 días                                       | 5.ª expulsión           |                |
| Julio Ruz            | Jaén             | 36 años     | Expareja de María Jesús Ruiz          | Carolina (amante) y Mª Jesús (exmujer)      | 26 días                                       | Expulsión disciplinaria |                |
| Candela Acevedo      | Sevilla          | 28 años     | Pareja de Antonio Tejado              | Antonio (novio)                             | 27 días                                       | 3.ª expulsión           |                |
| Yurena               | Vizcaya          | 49 años     | Artista de la farándula               | Juan Miguel (exaffaire)                     | 16 días                                       | 2.ª expulsión           |                |
| Fede Rebecchi        | Milán            | 30 años     | Tronista de MyHyV                     | Raquel e Ylenia (exparejas)                 | 11 días                                       | 1.ª expulsión           |                |

### Estadísticas semanales
|               | Gala 1 | Gala 2   | Gala 3                                                                                      | Gala 4                                                                 | Gala 5                                                                     | Gala 6 | Gala 7                                 | Gala 8 | Gala 9                                     | Gala 10                                         | Gala 11                                       | Gala 12                                         | Gala 13                                         | Gala 14                                 | Final 1                                       | Final 2      |
| ------------- | ------ | -------- | ------------------------------------------------------------------------------------------- | ---------------------------------------------------------------------- | -------------------------------------------------------------------------- | --- | -------------------------------------- | --- | ------------------------------------------ | ----------------------------------------------- | --------------------------------------------- | ----------------------------------------------- | ----------------------------------------------- | --------------------------------------- | --------------------------------------------- | ------------ |
| Mª Jesús      | Entra  | Salvada  | Salvada                                                                                     | Nominada                                                               | Nominada                                                                   | Salvada | Nominada                               | Nominada | Nominada                                   | Salvada                                         | Nominada                                      | Nominada                                        | Finalista                                       | Finalista                               | Finalista                                     | Ganadora     |
| Kiko          | Entra  | Inmune   | Nominado                                                                                    | Salvado                                                                | Inmune                                                                     | Salvado | Inmune                                 | Nominado | Inmune                                     | Salvado                                         | Salvado                                       | Salvado                                         | Finalista                                       | Finalista                               | Finalista                                     | 2.º Fin.     |
| Alejandro     | Entra  | Salvado  | Salvado                                                                                     | Inmune                                                                 | Nominado                                                                   | Salvado | Nominado                               | Salvado | Nominado                                   | Salvado                                         | Inmune                                        | Nominado                                        | Finalista                                       | Finalista                               | 3.er Fin.                                     |              |
| J. Miguel     | Entra  | Salvado  | Salvado                                                                                     | Salvado                                                                | Salvado                                                                    | Inmune | Nominado                               | Salvado | Salvado                                    | Nominado                                        | Nominado                                      | Salvado                                         | Finalista                                       | Finalista                               | 4.º Fin.                                      |              |
| Irene         | Entra  | Inmune   | Nominada                                                                                    | Salvada                                                                | Inmune                                                                     | Salvada | Inmune                                 | Salvada | Salvada                                    | Salvada                                         | Salvada                                       | Salvada                                         | Finalista                                       | Expulsada                               |                                               |              |
| Sofía         | Entra  | Salvada  | Salvada                                                                                     | Inmune                                                                 | Nominada                                                                   | Expulsada |                                        | Candidata | Repesca                                    | Inmune                                          | Salvada                                       | Nominada                                        | Expulsada                                       |                                         |                                               |              |
| Carolina      | Entra  | Salvada  | Salvada                                                                                     | Salvada                                                                | Nominada                                                                   | Salvada | Salvada                                | Salvada | Salvada                                    | Nominada                                        | Nominada                                      | Expulsada                                       |                                                 |                                         |                                               |              |
| Antonio       | Entra  | Salvado  | Nominado                                                                                    | Salvado                                                                | Salvado                                                                    | Inmune | Salvado                                | Salvado | Salvado                                    | Nominado                                        | Expulsado                                     |                                                 |                                                 |                                         |                                               |              |
| Ylenia        | Entra  | Nominada | Salvada                                                                                     | Nominada                                                               | Salvada                                                                    | Salvada | Nominada                               | Inmune | Nominada                                   | Expulsada                                       |                                               |                                                 |                                                 |                                         |                                               |              |
| Raquel        | Entra  | Nominada | Salvada                                                                                     | Nominada                                                               | Salvada                                                                    | Nominada | Nominada                               | Nominada | Expulsada                                  |                                                 |                                               |                                                 |                                                 |                                         |                                               |              |
| Yoli          | Entra  | Nominada | Inmune                                                                                      | Salvada                                                                | Nominada                                                                   | Nominada | Nominada                               | Expulsada |                                            |                                                 |                                               |                                                 |                                                 |                                         |                                               |              |
| Fortu         | Entra  | Nominado | Inmune                                                                                      | Salvado                                                                | Nominado                                                                   | Nominado | Expulsado                              | |                                            |                                                 |                                               |                                                 |                                                 |                                         |                                               |              |
| Julio         | Entra  | Salvado  | Salvado                                                                                     | Salvado                                                                | Nominado                                                                   | Exp.discip. |                                        | |                                            |                                                 |                                               |                                                 |                                                 |                                         |                                               |              |
| Candela       | Entra  | Salvada  | Salvada                                                                                     | Nominada                                                               | Expulsada                                                                  | |                                        | Candidata | Eliminada                                  |                                                 |                                               |                                                 |                                                 |                                         |                                               |              |
| Yurena        | Entra  | Salvada  | Nominada                                                                                    | Expulsada                                                              |                                                                            | |                                        | |                                            |                                                 |                                               |                                                 |                                                 |                                         |                                               |              |
| Fede          | Entra  | Nominado | Expulsado                                                                                   |                                                                        |                                                                            | |                                        | Candidato | Eliminado                                  |                                                 |                                               |                                                 |                                                 |                                         |                                               |              |
|               |        |          |                                                                                             |                                                                        |                                                                            | |                                        | |                                            |                                                 |                                               |                                                 |                                                 |                                         |                                               |              |
| Eliminados    |        |          | Fede Más votado                                                                             | Yurena 63,2%                                                           | Candela 60,3%                                                              | Sofía 61,1% | Fortu 68%                              | Yoli 61,3% | Raquel 55,9%                               | Ylenia 61,1%                                    | Antonio 63%                                   | Carolina 74,5%                                  | Sofía 52,7%                                     | Irene 8,3%                              | J. Miguel Menos votado Alejandro Menos votado | Kiko 48%     |
| No eliminados |        |          | Raquel Menos votada Yoli 27,6% (Entre 3) Ylenia Menos votada (Entre 4) Fortu 0,4% (Entre 5) | Antonio 36,8% Kiko Menos votado (Entre 3) Irene Menos votada (Entre 4) | Mª Jesús 39,7% Raquel Menos votada (Entre 3) Ylenia Menos votada (Entre 4) | Mª Jesús 38,9% Fortu Menos votado (Entre 3) Yoli Carolina Menos votadas (Entre 5) Alejandro Menos votado (Entre 6) | Yoli 32% Raquel Menos votada (Entre 3) | Ylenia 38,7% Mª Jesús Menos votada (Entre 3) Raquel Menos votada (Entre 4) J. Miguel Alejandro Menos votados (Entre 6) | Kiko 44,1% Mª Jesús Menos votada (Entre 3) | Mª Jesús 38,9% Alejandro Menos votado (Entre 3) | Carolina 37% J. Miguel Menos votado (Entre 3) | Mª Jesús 25,5% J. Miguel Menos votado (Entre 3) | Alejandro 47,3% Mª Jesús Menos votada (Entre 3) | Alejandro J. Miguel Kiko Mª Jesús 91,7% | Kiko Mª Jesús Más votados                     | Mª Jesús 52% |

### Parejas y tríos
|           | Gala 1                 | Gala 2                 | Gala 3                 | Gala 4                 | Gala 5                 | Gala 6      | Gala 7      |
| --------- | ---------------------- | ---------------------- | ---------------------- | ---------------------- | ---------------------- | ----------- | ----------- |
| Mª Jesús  | Carolina y Julio       | Carolina y Julio       | Carolina y Julio       | Carolina y Julio       | Carolina y Julio       | Carolina    | Carolina    |
| Kiko      | Irene                  | Irene                  | Irene                  | Irene                  | Irene                  | Irene       | Irene       |
| Alejandro | Sofía                  | Sofía                  | Sofía                  | Sofía                  | Sofía                  |             | Yoli        |
| J. Miguel | Yurena                 | Yurena                 | Yurena                 |                        | Antonio                | Antonio     | Antonio     |
| Irene     | Kiko                   | Kiko                   | Kiko                   | Kiko                   | Kiko                   | Kiko        | Kiko        |
| Sofía     | Alejandro              | Alejandro              | Alejandro              | Alejandro              | Alejandro              |             |             |
| Carolina  | Julio y María Jesús    | Julio y María Jesús    | Julio y María Jesús    | Julio y María Jesús    | Julio y María Jesús    | María Jesús | María Jesús |
| Antonio   | Candela                | Candela                | Candela                | Candela                | Juan Miguel            | Juan Miguel | Juan Miguel |
| Ylenia    | Fede y Raquel          | Fede y Raquel          | Raquel                 | Raquel                 | Raquel                 | Raquel      | Raquel      |
| Raquel    | Fede e Ylenia          | Fede e Ylenia          | Ylenia                 | Ylenia                 | Ylenia                 | Ylenia      | Ylenia      |
| Yoli      | Fortu                  | Fortu                  | Fortu                  | Fortu                  | Fortu                  | Fortu       | Alejandro   |
| Fortu     | Yoli                   | Yoli                   | Yoli                   | Yoli                   | Yoli                   | Yoli        |             |
| Julio     | Carolina y María Jesús | Carolina y María Jesús | Carolina y María Jesús | Carolina y María Jesús | Carolina y María Jesús |             |             |
| Candela   | Antonio                | Antonio                | Antonio                | Antonio                |                        |             |             |
| Yurena    | Juan Miguel            | Juan Miguel            | Juan Miguel            |                        |                        |             |             |
| Fede      | Raquel e Ylenia        | Raquel e Ylenia        |                        |                        |                        |             |             |

- A partir de la 8.ª gala, los concursantes empezaron a concursar de manera individual.

### Presentadores
Los presentadores de esta edición son:
- Jorge Javier Vázquez: Galas semanales (galas 1-11) y Límite 48 horas.
- Jordi González: Debates y última hora. Más tarde, también presenta las galas semanales (galas 12-16) y los Límite 24 horas.[9]

## Gran Hermano Dúo 2(2024)
- 11 de enero de 2024 - 3 de marzo de 2024 (52 días)

Tras cuatro años desde el estreno de la primera edición, Mediaset España anunció el 20 de noviembre de 2023 la renovación del reality show por una segunda temporada, programada para su estreno en el primer trimestre de 2024 tras el final de Gran Hermano VIP 8. Esta edición sería más corta de lo habitual, ya que contaría con una duración de poco más de dos meses, para después dar paso a Supervivientes 2024.
Por otro lado, la cadena decidió no volver a contar con Jorge Javier Vázquez como maestro de ceremonias y quiso mantener a los presentadores de Gran Hermano VIP 8, siendo Marta Flich la encargada de presentar las galas semanales e Ion Aramendi, los debates y los especiales de los martes.

### Concursantes
|                        |         | Procedencia | Edad                                 | Conocido por ser...                  | Dúo / trío inicial con... | Duración              | Información |
| ---------------------- | ------- | ----------- | ------------------------------------ | ------------------------------------ | ------------------------- | --------------------- | ----------- |
| Lucía Sánchez          | Cádiz   | 29 años     | Participante de LIDLT 3              | Manuel (expareja) y Mayka (examiga)  | 52 días                   | Ganadora (53,1%)      |             |
| Asraf Beno             | Ceuta   | 28 años     | Modelo, Míster Universo Mundial 2018 | Elena (madre de su examiga)          | 52 días                   | 2.º finalista (46,9%) |             |
| Manuel González        | Cádiz   | 32 años     | Participante de LIDLT 3              | Lucía (expareja) y Mayka (exaffaire) | 49 días                   | 3.er finalista        |             |
| Elena Rodríguez        | Madrid  | 50 años     | Madre de Adara Molinero              | Asraf (examigo de su hija)           | 47 días                   | 4.ª finalista         |             |
| Mayka Rivera           | Murcia  | 32 años     | Participante de LIDLT 2              | Lucía (examiga) y Manuel (exaffaire) | 45 días                   | 5.ª finalista         |             |
| Marta López            | Zamora  | 49 años     | Concursante de Gran Hermano 2        | Efrén (affaire)                      | 42 días                   | 6.ª finalista         |             |
| Pao Ramírez "Keroseno" | Málaga  | 26 años     | Concursante de El conquistador       | Finito (hermano)                     | 42 días                   | 7.ª expulsión         |             |
| Ana María Aldón        | Cádiz   | 46 años     | Exmujer de José Ortega Cano          | Marc (exrepresentante)               | 35 días                   | 6.ª expulsión         |             |
| Ivana Icardi           | Milán   | 28 años     | Influencer, hermana de Mauro Icardi  | Luca (hermano de su exaffaire)       | 28 días                   | 5.ª expulsión         |             |
| Efrén Reyero           | Málaga  | 41 años     | Tronista de MyHyV                    | Marta (affaire)                      | 21 días                   | 4.ª expulsión         |             |
| Marc Florensa          | Madrid  | 34 años     | Representante artístico              | Ana María (exrepresentada)           | 21 días                   | 3.ª expulsión         |             |
| Mario Ramírez "Finito" | Málaga  | 27 años     | Concursante de El conquistador       | Keroseno (hermano)                   | 14 días                   | 2.ª expulsión         |             |
| Luca Onestini          | Bolonia | 31 años     | Hermano de Gianmarco Onestini        | Ivana (exaffaire de su hermano)      | 7 días                    | 1.ª expulsión         |             |

### Estadísticas semanales
| Lucía         | Entra | Nominada | Nominada                                                                                                 | Nominada                                                    | Nominada                                            | Salvada                                                                | Salvada                                            | Salvada                                           | Finalista                                         | Finalista                                        | Finalista                                       | Finalista                            | Finalista               | Ganadora    |  |  |  |
| Asraf         | Entra | Nominado | Salvado                                                                                                  | Nominado                                                    | Nominado                                            | Salvado                                                                | Nominado                                           | Nominado                                          | Finalista                                         | Finalista                                        | Finalista                                       | Finalista                            | Finalista               | 2.º Fin.    |  |  |  |
| Manuel        | Entra | Nominado | Nominado                                                                                                 | Nominado                                                    | Nominado                                            | Salvado                                                                | Inmune                                             | Salvado                                           | Finalista                                         | Finalista                                        | Finalista                                       | Finalista                            | 3.er Fin.               |             |  |  |  |
| Elena         | Entra | Nominada | Salvada                                                                                                  | Salvada                                                     | Nominada                                            | Salvada                                                                | Nominada                                           | Nominada                                          | Finalista                                         | Finalista                                        | Finalista                                       | Expulsada                            |                         |             |  |  |  |
| Mayka         | Entra | Nominada | Nominada                                                                                                 | Salvada                                                     | Nominada                                            | Nominada                                                               | Nominada                                           | Salvada                                           | Finalista                                         | Finalista                                        | Expulsada                                       |                                      |                         |             |  |  |  |
| Marta         | Entra | Nominada | Salvada                                                                                                  | Nominada                                                    | Nominada                                            | Nominada                                                               | Salvada                                            | Nominada                                          | Finalista                                         | Expulsada                                        |                                                 |                                      |                         |             |  |  |  |
| Keroseno      | Entra | Inmune   | Nominado                                                                                                 | Salvado                                                     | Nominado                                            | Salvado                                                                | Salvado                                            | Nominado                                          | Expulsado                                         |                                                  |                                                 |                                      |                         |             |  |  |  |
| Ana Mª        | Entra | Salvada  | Inmune                                                                                                   | Salvada                                                     | Nominada                                            | Nominada                                                               | Nominada                                           | Expulsada                                         |                                                   |                                                  |                                                 |                                      |                         |             |  |  |  |
| Ivana         | Entra | Nominada | Salvada                                                                                                  | Salvada                                                     | Nominada                                            | Nominada                                                               | Expulsada                                          | Visita                                            |                                                   |                                                  |                                                 |                                      |                         |             |  |  |  |
| Efrén         | Entra | Nominado | Salvado                                                                                                  | Salvado                                                     | Nominado                                            | Expulsado                                                              |                                                    |                                                   |                                                   |                                                  |                                                 |                                      |                         |             |  |  |  |
| Marc          | Entra | Salvado  | Inmune                                                                                                   | Nominado                                                    | Expulsado                                           |                                                                        |                                                    |                                                   |                                                   |                                                  |                                                 |                                      |                         |             |  |  |  |
| Finito        | Entra | Inmune   | Nominado                                                                                                 | Expulsado                                                   |                                                     |                                                                        |                                                    | Visita                                            |                                                   |                                                  |                                                 |                                      |                         |             |  |  |  |
| Luca          | Entra | Nominado | Expulsado                                                                                                |                                                             |                                                     |                                                                        |                                                    |                                                   |                                                   |                                                  |                                                 |                                      |                         |             |  |  |  |
|               |       |          | |                                                             |                                                     |                                                                        |                                                    |                                                   |                                                   |                                                  |                                                 |                                      |                         |             |  |  |  |
| Eliminados    |       |          | Luca 60%                                                                                                 | Finito 50,5%                                                | Marc Más votado                                     | Efrén Menos votado                                                     | Ivana 54%                                          | Ana Mª 61%                                        | Keroseno 64%                                      | Marta 7%                                         | Mayka 8,5%                                      | Elena 9,8%                           | Manuel 28,6%            | Asraf 46,9% |  |  |  |
| No eliminados |       |          | Ivana 40% Efrén 22% (Entre 4) Marta 15% (Entre 4) Asraf Lucía Manuel Elena Mayka Menos votados (Entre 9) | Mayka Keroseno 49,5% Manuel 5% (Entre 4) Lucía 4% (Entre 5) | Asraf Manuel Marta Menos votados Lucía 1% (Entre 5) | Ana Mª Asraf Elena Ivana Keroseno Lucía Manuel Marta Mayka Más votados | Ana Mª 46% Mayka 25% (Entre 3) Marta 14% (Entre 4) | Mayka 39% Asraf 18% (Entre 3) Elena 13% (Entre 4) | Marta 36% Elena 15% (Entre 3) Asraf 11% (Entre 4) | Mayka 8% Elena 9% Lucía 19% Manuel 27% Asraf 30% | Elena 9,1% Lucía 25,9% Manuel 26,2% Asraf 30,3% | Manuel 27,3% Lucía 30,5% Asraf 32,3% | Lucía 35,5% Asraf 35,9% | Lucía 53,1% |  |  |  |

### Parejas y tríos
| Lucía     | Manuel y Mayka | Manuel y Mayka | Manuel y Mayka | Manuel y Mayka |  |  |  |
| Asraf     | Elena          | Elena          | Elena          | Elena          |  |  |  |
| Manuel    | Lucía y Mayka  | Lucía y Mayka  | Lucía y Mayka  | Lucía y Mayka  |  |  |  |
| Elena     | Asraf          | Asraf          | Asraf          | Asraf          |  |  |  |
| Mayka     | Lucía y Manuel | Lucía y Manuel | Lucía y Manuel | Lucía y Manuel |  |  |  |
| Marta     | Efrén          | Efrén          | Efrén          | Efrén          |  |  |  |
| Keroseno  | Finito         | Finito         | Ivana          | Ivana          |  |  |  |
| Ana María | Marc           | Marc           | Marc           | Marc           |  |  |  |
| Ivana     | Luca           |                | Keroseno       | Keroseno       |  |  |  |
| Efrén     | Marta          | Marta          | Marta          | Marta          |  |  |  |
| Marc      | Ana María      | Ana María      | Ana María      | Ana María      |  |  |  |
| Finito    | Keroseno       | Keroseno       |                |                |  |  |  |
| Luca      | Ivana          |                |                |                |  |  |  |

- A partir de la 4.ª gala, los concursantes empezaron a concursar de manera individual.

### Presentadores
Los presentadores de esta edición son:
- Marta Flich: Galas semanales.
- Ion Aramendi: Debates y galas de los martes.

## Gran Hermano Dúo 3(2025)
- 2 de enero de 2025 - 4 de marzo de 2025 (61 días)

Mediaset España anunció el jueves 12 de diciembre de 2024 la renovación del reality show por una tercera temporada, programada para su estreno en el primer trimestre de 2025 tras el final de la decimonovena edición de Gran Hermano. Asimismo, la cadena decidió no volver a contar con Marta Flich como maestra de ceremonias, pero quiso mantener a Ion Aramendi como conductor de los debates y de los programas de los martes e incorporar a Carlos Sobera como encargado de las galas principales.
Durante la sexta semana recibieron la vista como parte de prueba semanal de María Jesús Ruiz y Lucía Sánchez, las ganadoras de las dos primeras ediciones como huéspedes VIP, permanecieron en la casa 7 días.

### Concursantes
|                      |               | Procedencia | Edad                                        | Conocido por ser...                          | Dúo / trío inicial con... | Duración            | Información |
| -------------------- | ------------- | ----------- | ------------------------------------------- | -------------------------------------------- | ------------------------- | ------------------- | ----------- |
| Marieta Sola         | Alicante      | 25 años     | Participante de LIDLT 7                     | Sergio (exaffaire) y Manuel (exaffaire)      | 61 días                   | Ganadora            |             |
| Maica Benedicto      | Murcia        | 25 años     | Concursante de Gran Hermano 19              | Óscar (examigo)                              | 61 días                   | 2.ª finalista       |             |
| Óscar Landa          | Guipúzcoa     | 38 años     | Finalista de Gran Hermano 19                | Maica (examiga)                              | 61 días                   | 3.er finalista      |             |
| Sergio Aguilera      | Granada       | 29 años     | Participante de LIDLT 7                     | Marieta (exaffaire) y Manuel (desconocido)   | 61 días                   | 4.º finalista       |             |
| Romina Malaspina     | Mar del Plata | 30 años     | Modelo y concursante de realities           | Vanesa y Javier (desconocidos)               | 56 días                   | 5.ª finalista       |             |
| José María Almoguera | Madrid        | 34 años     | Hijo de Carmen Borrego                      | Jeimy (expareja del novio de su prima)       | 56 días                   | 6.º finalista       |             |
| Álex Ghita           | Bucarest      | 31 años     | Expareja de Adara Molinero                  | Miguel Frigenti (examigo)                    | 21 / 21 días              | 3.ª / 9.ª expulsión |             |
| Miguel Frigenti      | Toledo        | 37 años     | Periodista                                  | Álex (examigo)                               | 49 días                   | 8.ª expulsión       |             |
| María Sánchez        | Cádiz         | 33 años     | Finalista de Gran Hermano 12+1              | Daniel (amigo)                               | 42 días                   | 7.ª expulsión       |             |
| Daniel Santos        | Burgos        | 31 años     | Finalista de Gran Hermano 12+1              | María (amiga)                                | 35 días                   | 6.ª expulsión       |             |
| Jeimy Báez           | Santo Domingo | 29 años     | Expareja de Carlo Costanzia Jr.             | José María (primo de la novia de su exnovio) | 28 días                   | 5.ª expulsión       |             |
| Manuel Cortés        | Sevilla       | 29 años     | Cantante, hijo de Chiquetete y Raquel Bollo | Marieta (exaffaire) y Sergio (desconocido)   | 28 / 2 días               | 4.ª expulsión       |             |
| Javier Mouzo         | La Coruña     | 42 años     | Concursante de Gran Hermano 19              | Vanesa (esposa) y Romina (desconocida)       | 28 días                   | Abandono voluntario |             |
| Ana Herminia Illas   | Caracas       | 52 años     | Mujer de Ángel Cristo Jr.                   | Aurah (examiga de su marido)                 | 14 días                   | 2.ª expulsión       |             |
| Vanessa Bouza        | La Coruña     | 39 años     | Concursante de Gran Hermano 19              | Javier (esposo) y Romina (desconocida)       | 7 días                    | 1.ª expulsión       |             |
| Aurah Ruiz*          | Las Palmas    | 35 años     | Tronista de MyHyV                           | Ana Herminia (mujer de su examigo)           | 7 días                    | Infiltrada          |             |

* Aurah Ruiz fue la concursante infiltrada de la edición, guardando el secreto hasta que fuera descubierta mientras realizaba diversas misiones.

### Estadísticas semanales
| Marieta       | Entra | Inmune     | Inmune                                                                | Salvada                                                                                   | Inmune                                                                    | Nominada | Salvada | Salvada                                                                | Nominada                                             | Nominada                                              | Finalista                                                    | Finalista                                  | Finalista                             | Finalista                 | Ganadora      |  |  |  |  |  |
| Maica         | Entra | Salvada    | Nominada                                                              | Nominada                                                                                  | Nominada                                                                  | Nominada | Salvada | Nominada                                                               | Salvada                                              | Nominada                                              | Finalista                                                    | Finalista                                  | Finalista                             | Finalista                 | 2.ª Fin.      |  |  |  |  |  |
| Óscar         | Entra | Salvado    | Nominado                                                              | Salvado                                                                                   | Nominado                                                                  | Nominado | Nominado | Salvado                                                                | Inmune                                               | Salvado                                               | Finalista                                                    | Finalista                                  | Finalista                             | 3.er Fin.                 |               |  |  |  |  |  |
| Sergio        | Entra | Inmune     | Inmune                                                                | Nominado                                                                                  | Nominado                                                                  | Nominado | Nominado | Salvado                                                                | Nominado                                             | Inmune                                                | Finalista                                                    | Finalista                                  | 4.º Fin.                              |                           |               |  |  |  |  |  |
| Romina        | Entra | Nominada   | Nominada                                                              | Salvada                                                                                   | Salvada                                                                   | Nominada | Nominada | Nominada                                                               | Salvada                                              | Nominada                                              | Finalista                                                    | Expulsada                                  |                                       |                           |               |  |  |  |  |  |
| José Mª       | Entra | Salvado    | Salvado                                                               | Inmune                                                                                    | Nominado                                                                  | Nominado | Salvado | Salvado                                                                | Nominado                                             | Salvado                                               | Finalista                                                    | Expulsado                                  |                                       |                           |               |  |  |  |  |  |
| Álex          | Entra | Nominado   | Nominado                                                              | Nominado                                                                                  | Expulsado                                                                 | | | Repesca                                                                | Salvado                                              | Nominado                                              | Expulsado                                                    |                                            |                                       |                           |               |  |  |  |  |  |
| Miguel        | Entra | Salvado    | Salvado                                                               | Nominado                                                                                  | Nominado                                                                  | Nominado | Nominado | Nominado                                                               | Nominado                                             | Expulsado                                             |                                                              | Visita                                     |                                       |                           |               |  |  |  |  |  |
| María         | Entra | Salvada    | Salvada                                                               | Salvada                                                                                   | Salvada                                                                   | Nominada | Salvada | Nominada                                                               | Expulsada                                            |                                                       |                                                              | Visita                                     |                                       |                           |               |  |  |  |  |  |
| Daniel        | Entra | Salvado    | Salvado                                                               | Salvado                                                                                   | Salvado                                                                   | Nominado | Nominado | Expulsado                                                              |                                                      |                                                       |                                                              |                                            |                                       |                           |               |  |  |  |  |  |
| Jeimy         | Entra | Salvada    | Salvada                                                               | Inmune                                                                                    | Nominada                                                                  | Nominada | Expulsada |                                                                        |                                                      |                                                       |                                                              |                                            |                                       |                           |               |  |  |  |  |  |
| Manuel        | Entra | Inmune     | Inmune                                                                | Nominado                                                                                  | Nominado                                                                  | Expulsado | | Eliminado                                                              |                                                      |                                                       |                                                              |                                            |                                       |                           |               |  |  |  |  |  |
| Javier        | Entra | Nominado   | Nominado                                                              | Salvado                                                                                   | Nominado                                                                  | Abandono | |                                                                        |                                                      |                                                       |                                                              |                                            |                                       |                           |               |  |  |  |  |  |
| Ana H.        | Entra | Nominada   | Nominada                                                              | Expulsada                                                                                 |                                                                           | | |                                                                        |                                                      |                                                       |                                                              |                                            |                                       |                           |               |  |  |  |  |  |
| Vanessa       | Entra | Nominada   | Expulsada                                                             |                                                                                           |                                                                           | | | Abandono                                                               |                                                      |                                                       |                                                              |                                            |                                       |                           |               |  |  |  |  |  |
| Aurah         | Entra | Infiltrada | Infiltrada                                                            |                                                                                           |                                                                           | | |                                                                        |                                                      |                                                       |                                                              |                                            |                                       |                           |               |  |  |  |  |  |
|               |       |            |                                                                       |                                                                                           |                                                                           | | |                                                                        |                                                      |                                                       |                                                              |                                            |                                       |                           |               |  |  |  |  |  |
| Eliminados    |       |            | Vanessa 74%                                                           | Ana H. 70,5%                                                                              | Álex 58%                                                                  | Manuel 68% | Jeimy Menos votada | Daniel 58%                                                             | María 50,8%                                          | Miguel 57%                                            | Álex 70%                                                     | José Mª Romina 10%                         | Sergio 13,3%                          | Óscar 30,1%               | Maica 48,4%   |  |  |  |  |  |
| No eliminados |       |            | Álex 26% Ana H. 16% (Entre 3) Romina 4% (Entre 4) Javier 1% (Entre 5) | Álex 29,5% Maica 18% (Entre 3) Javier 9% (Entre 4) Romina 3% (Entre 5) Óscar 1% (Entre 6) | Manuel 42% Maica 12% (Entre 3) Miguel 10,2% (Entre 4) Sergio 5% (Entre 5) | Miguel 32% Jeimy 21% (Entre 3) Javier 9% (Entre 4) Maica 7% (Entre 5) José Mª Menos votado (Entre 6) Óscar Sergio Menos votados (Entre 8) | Daniel Más votado José Mª Romina Sergio Más votados (Entre 5) Maica María Marieta Miguel Óscar Más votados (Entre 10) | Romina 42% Miguel 23% (Entre 3) Sergio 5% (Entre 4) Óscar 3% (Entre 5) | Romina 49,2% Miguel 10% (Entre 3) Maica 2% (Entre 4) | Marieta 43% José Mª 21% (Entre 3) Sergio 5% (Entre 4) | Romina 30% Marieta 21% (Entre 3)Maica Menos votada (Entre 4) | Sergio 10% Marieta 23% Óscar 27% Maica 30% | Óscar 27,4% Marieta 29,1% Maica 30,2% | Maica 33,3% Marieta 36,6% | Marieta 51,6% |  |  |  |  |  |

### Parejas y tríos[37]
|         | Gala 1           | Gala 2           | Gala 3           | Gala 4           | Gala 5           | Gala 6  |
| ------- | ---------------- | ---------------- | ---------------- | ---------------- | ---------------- | ------- |
| Marieta | Manuel y Sergio  | Manuel y Sergio  | Manuel y Sergio  | Manuel y Sergio  | Manuel y Sergio  | Sergio  |
| Maica   | Óscar            | Óscar            | Óscar            | Óscar            | Óscar            | Óscar   |
| Óscar   | Maica            | Maica            | Maica            | Maica            | Maica            | Maica   |
| Sergio  | Manuel y Marieta | Manuel y Marieta | Manuel y Marieta | Manuel y Marieta | Manuel y Marieta | Marieta |
| Romina  | Javier y Vanessa | Javier y Vanessa | Javier           | Javier           | Javier           | Miguel  |
| José Mª | Jeimy            | Jeimy            | Jeimy            | Jeimy            | Jeimy            |         |
| Álex    | Miguel           | Miguel           | Miguel           | Miguel           |                  |         |
| Miguel  | Álex             | Álex             | Álex             | Álex             |                  | Romina  |
| María   | Daniel           | Daniel           | Daniel           | Daniel           | Daniel           | Daniel  |
| Daniel  | María            | María            | María            | María            | María            | María   |
| Jeimy   | José María       | José María       | José María       | José María       | José María       |         |
| Manuel  | Marieta y Sergio | Marieta y Sergio | Marieta y Sergio | Marieta y Sergio | Marieta y Sergio |         |
| Javier  | Romina y Vanessa | Romina y Vanessa | Romina           | Romina           | Romina           |         |
| Ana H.  | Aurah            | Aurah            |                  |                  |                  |         |
| Vanessa | Javier y Romina  | Javier y Romina  |                  |                  |                  |         |
| Aurah   | Ana H.           | Ana H.           |                  |                  |                  |         |

- A partir de la 7.ª gala, los concursantes empezaron a concursar de manera individual.

### Presentadores
Los presentadores de esta edición son:
- Carlos Sobera: Galas semanales.
- Ion Aramendi: Límites 48 horas y Debates.

### Episodios y audiencias

#### Galas
| Fecha           | Día             | Características del programa                                     | Audiencia         |
| --------------- | --------------- | ---------------------------------------------------------------- | ----------------- |
| 02/01/2025      | Jueves          | Gala 1 / Presentación y entrada de los concursantes              | 976 000 (14,2%)   |
| 05/01/2025      | Domingo         | Gala 2 / Primeras nominaciones                                   | 824 000 (9,9%)    |
| 09/01/2025      | Jueves          | Gala 3 / Expulsión de Vanesa                                     | 880 000 (14,2%)   |
| 09/01/2025      | Jueves          | Gala 4 / Expulsión de Ana Herminia                               | 800 000 (12,6%)   |
| 16/01/2025      | Jueves          | Gala 5 / Expulsión de Álex                                       | 765 000 (13,6%)   |
| 30/01/2025      | Jueves          | Gala 6 / Abandono de Javier / Expulsión de Manuel y Jeimy        | 848 000 (13,6%)   |
| 06/02/2025      | Jueves          | Gala 7 / Expulsión de Dani                                       | 839 000 (14,2%)   |
| 13/02/2025      | Jueves          | Gala 8 / Expulsión de María                                      | 918 000 (14,5%)   |
| 20/02/2025      | Jueves          | Gala 9 / Expulsión de Miguel                                     | 841 000 (14,0%)   |
| 27/02/2025      | Jueves          | Gala 10 / Expulsión de José María y Romina                       | 888 000 (13,9%)   |
| 04/03/2025      | Martes          | Gala 11 / Ganadora Marieta 2.ª: Maica / 3.º: Óscar / 4.º: Sergio | 1 089 000 (17,6%) |
| Audiencia media | Audiencia media | Audiencia media                                                  | 879 000 (13,8%)   |

#### Debates
| Fecha           | Día             | Características del programa           | Audiencia       |
| --------------- | --------------- | -------------------------------------- | --------------- |
| 12/01/2025      | Domingo         | Debate 1 / Salvación de Dani           | 880 000 (11,8%) |
| 19/01/2025      | Domingo         | Debate 2 / Salvación de Sergio         | 618 000 (10,1%) |
| 26/01/2025      | Domingo         | Debate 3 / Salvación de Sergio y Óscar | 648 000 (11,4%) |
| 02/02/2025      | Domingo         | Debate 4 / Salvación de Óscar          | 693 000 (12,9%) |
| 09/02/2025      | Domingo         | Debate 5 / Salvación de Maica          | 608 000 (10,5%) |
| 16/02/2025      | Domingo         | Debate 6 / Salvación de Sergio         | 688 000 (12,8%) |
| 23/02/2025      | Domingo         | Debate 7 / Salvación de Marieta        | 640 000 (11,9%) |
| 02/03/2025      | Domingo         | Debate 8 / Alegatos de los finalistas  | 693 000 (12,5%) |
| Audiencia media | Audiencia media | Audiencia media                        | 684 000 (11,7%) |

#### Límite 48 horas
| Fecha           | Día             | Características del programa                       | Audiencia       |
| --------------- | --------------- | -------------------------------------------------- | --------------- |
| 07/01/2025      | Martes          | Límite 1 / Salvación de Romina y Javier            | 731 000 (11,4%) |
| 14/01/2025      | Martes          | Límite 2 / Salvación de Javier y Romina            | 709 000 (11,9%) |
| 21/01/2025      | Martes          | Límite 3 / Salvación de Miguel                     | 654 000 (10,5%) |
| 28/01/2025      | Martes          | Límite 4 / Salvación de Jose María, Maica y Javier | 729 000 (11,3%) |
| 04/02/2025      | Martes          | Límite 5 / Salvación de Sergio                     | 726 000 (12,9%) |
| 11/02/2025      | Martes          | Límite 6 / Salvación de Miguel                     | 699 000 (11,9%) |
| 18/02/2025      | Martes          | Límite 7 / Salvación de Jose María                 | 723 000 (11,9%) |
| 25/02/2025      | Martes          | Límite 8 / Expulsión de Álex                       | 683 000 (11,5%) |
| Audiencia media | Audiencia media | Audiencia media                                    | 707 000 (11,7%) |

#### Última hora
| Fecha           | Día             | Características del programa | Audiencia      |
| --------------- | --------------- | ---------------------------- | -------------- |
| 22/01/2025      | Miércoles       | Última hora 1                | 685 000 (5,3%) |
| Audiencia media | Audiencia media | Audiencia media              | 685 000 (5,3%) |

## Palmarés
| Edición            | Fecha de emisión | Presentador                           | Cadena    | Ganadora         | Subcampeón      | Tercer lugar     |
| ------------------ | ---------------- | ------------------------------------- | --------- | ---------------- | --------------- | ---------------- |
| Gran Hermano Dúo   | 2019             | Jorge Javier Vázquez / Jordi González | Telecinco | María Jesús Ruiz | Kiko Rivera     | Alejandro Albalá |
| Gran Hermano Dúo 2 | 2024             | Marta Flich                           | Telecinco | Lucía Sánchez    | Asraf Beno      | Manuel González  |
| Gran Hermano Dúo 3 | 2025             | Carlos Sobera                         | Telecinco | Marieta Sola     | Maica Benedicto | Óscar Landa      |

## Audiencia media de todas las ediciones
| Edición            | Programas | Fecha de emisión | Cadena    | Espectadores | Cuota | Final |
| ------------------ | --------- | ---------------- | --------- | ------------ | ----- | ----- |
| Gran Hermano Dúo   | 16        | 2019             | Telecinco | 2 832 000    | 26,3% | 33,9% |
| Gran Hermano Dúo 2 | 11        | 2024             | Telecinco | 999 000      | 13,1% | 18,4% |
| Gran Hermano Dúo 3 | 11        | 2025             | Telecinco | 879 000      | 13,8% | 17,6% |